# Martherenges
Martherenges (toponimo francese) è una frazione di 78 abitanti del comune svizzero di Montanaire, nel Canton Vaud (distretto del Gros-de-Vaud).

## Storia

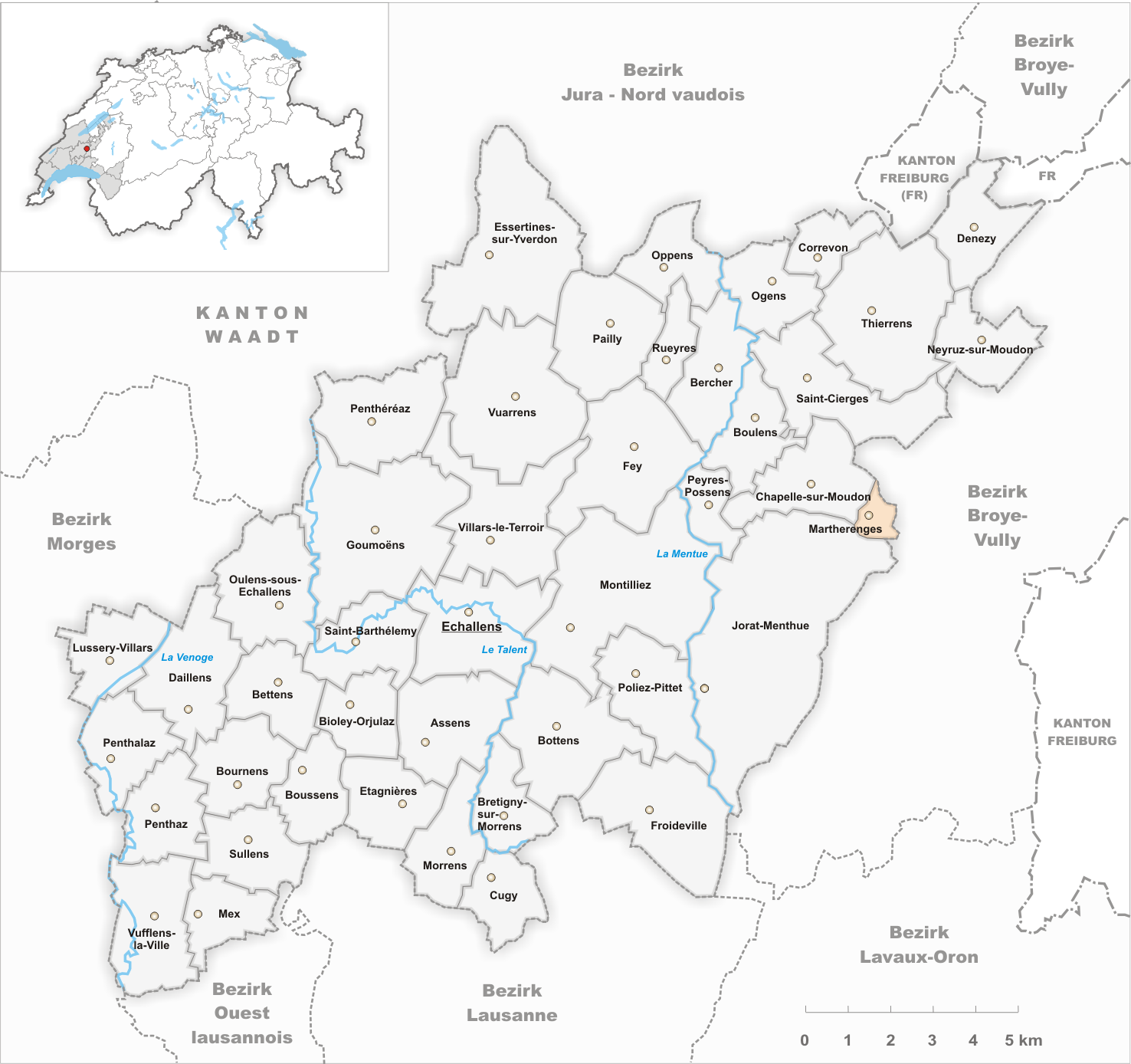
Il territorio del comune di Martherenges prima degli accorpamenti comunali del 2013

Già comune autonomo che si estendeva per 0,83 km², nel 2013 è stato accorpato agli altri comuni soppressi di Chanéaz, Chapelle-sur-Moudon, Correvon, Denezy, Neyruz-sur-Moudon, Peyres-Possens, Saint-Cierges e Thierrens per formare il nuovo comune di Montanaire.

### Simboli
Lo stemma, adottato nel 1925, è inquartato in decusse di rosso e di verde che sono i colori del capoluogo dell'omonimo distretto di Moudon. La "M" maiuscola gotica attraversante è l'iniziale del nome del comune.

## Società

### Evoluzione demografica
L'evoluzione demografica è riportata nella seguente tabella:
Abitanti censiti

## Amministrazione
Ogni famiglia originaria del luogo fa parte del cosiddetto comune patriziale e ha la responsabilità della manutenzione di ogni bene ricadente all'interno dei confini della frazione.